# Knuts Skujenieks
Knuts Skujenieks, né le 5 septembre 1936 à Riga (Lettonie) et mort le 25 juillet 2022, est un poète et journaliste letton, également traducteur d'une quinzaine de langues européennes.

## Biographie
Il grandit près de Bauska, dans la région de Zemgale (sud de la Lettonie). Il étudie ensuite à l'Université de Lettonie à Riga et à l'Institut de littérature Maxime Gorki à Moscou.
En 1962, il est accusé d'activités anti-soviétiques et condamné à sept ans de prison qu'il passe dans un camp en Mordovie, en Russie. Bien qu'il soit un poète prolifique, il n'a pu publier son premier recueil de poèmes qu'en 1978. Les poèmes qu'il écrit durant sa captivité sont publiés en 1990. La poésie de Knuts Skujenieks est traduite dans de nombreuses langues européennes. Ses recueils sont publiés en Suède et en Ukraine.
Polyglotte, il traduit en letton les grandes voix de la littérature européenne, en particulier García Lorca, Mistral et Ritsos. En 2001 paraît sous sa direction une anthologie traduisant en letton des poètes de 74 langues.
En 2008, il est distingué du Prix de Littérature de l'Assemblée baltique.

## Publications
- Lirika un balsis (« Paroles et voix » ; Riga, Liesma Publ., 1978)
- Iesien baltā lakatiņā (« Tenez-le dans un vêtement blanc » ; Riga, Liesma Publ., 1986)
- Sēkla sniegā (« Une graine dans la neige » ; Riga, Liesma Publ., 1990)